# Parlamento Jovem Brasileiro
O Parlamento Jovem Brasileiro (PJB) é um programa de educação para a democracia realizado pela Câmara dos Deputados do Brasil e dirigido aos estudantes do ensino médio de todo o Brasil. 
Criado pela Resolução nº 12/2003 da Câmara dos Deputados, sua primeira edição, em 2004, foi regulamentada pelo Ato da Mesa nº 49/2004. O programa é produzido pela Coordenação de Educação para Democracia (COEDE) do Centro de Formação, Treinamento e Aperfeiçoamento (Cefor) da Câmara dos Deputados. Conta com a parceria do Conselho Nacional de Secretários de Educação (Consed) e das Secretarias Estaduais de Educação de todo o Brasil.
Ao participar do Parlamento Jovem Brasileiro, o estudante aprende sobre política, democracia e o papel do Poder Legislativo, desenvolvendo habilidades para o aprimoramento da participação política e para o exercício de uma cidadania ativa. 
São qualificados para participação os estudantes de 16 a 22 anos. Devem estar matriculados(as) e frequentando regularmente o ensino médio em escolas públicas, particulares, ensino técnico integrado ao ensino médio ou ensino médio na modalidade EJA (educação de jovens e adultos). Além disso, não podem ter participado como deputado(a) jovem em nenhuma outra edição do Parlamento Jovem Brasileiro.

## Nova estrutura
A edição de 2023 traz mudanças ao programa. Tendo como tema “A educação que queremos”, propõe aos(às) jovens trabalhar a capacidade de escutar e de fazer ressoar as vozes de outros(as) jovens, trazendo dores, potencialidades e desejos da juventude brasileira até a Câmara dos Deputados.
Dividida em três etapas, a edição de 2023 busca alcançar o máximo de estudantes possível, trazendo como novidade uma etapa local virtual. Nesta primeira etapa, 1080 jovens que ocupam 40 vagas por estado através de sorteio, participam de uma Jornada de Aprendizagem Cidadã a distância. O desafio é investigar o que é importante transformar na educação a partir da análise de políticas públicas e da escuta de outros jovens. Ao final, o(a) estudante elabora um discurso com o que aprendeu.
Cada participante da Jornada de Aprendizagem Cidadã tem como um de seus desafios buscar um(a) professor(a) de sua escola para apoiá-lo(a) durante a realização das atividades desta etapa. Estes(as) educadores(as) participam de uma capacitação a distância, oferecida pela Câmara dos Deputados, que inclui material de orientação e certificação.
Na segunda etapa, os(as) jovens sintetizam todo o aprendizado em um discurso gravado em vídeo. Esses discursos são avaliados pela Secretaria de Educação de cada estado e quatro jovens são pré-selecionados para a próxima fase, representando os estados. A seleção para a fase final tem a votação de especialistas, de participantes do PJB e de toda sociedade, que selecionarão, dentre aqueles quatro, um(a) deputado(a) jovem para representar cada estado.
É na terceira etapa que os(as) deputados(as) jovens participam de forma presencial na Câmara dos Deputados, em Brasília, acompanhados de seus(suas) professores(as). Por meio de audiências públicas e encontros com os Deputados Federais, os(as) participantes elaboram e entregam a Carta do PJB 2023 para os parlamentares, expressando as necessidades e os desejos da juventude brasileira para a educação.

## Edições anteriores
Nas edições de 2004 a 2020, o Parlamento Jovem Brasileiro tinha outra estrutura. Para participar, era necessário que o estudante criasse um projeto de lei de sua autoria e o submetesse no ato da sua inscrição. O Guia do PJB determinava o regulamento das edições, sendo o último com este formato o de 2020 .
A primeira etapa da seleção realizou-se em colaboração com o Conselho Nacional de Secretários de Educação (Consed) e as Secretarias Estaduais de Educação, responsáveis pela pré-seleção dos projetos. Os melhores projetos foram selecionados com base em critérios pré-definidos pela Câmara dos Deputados. Em seguida, 78 projetos foram escolhidos na seleção final da Câmara dos Deputados, promovendo seus autores a deputados jovens.
O número de vagas de deputados jovens destinadas a cada Unidade Federativa seguiu a mesma proporção do número de deputados federais na Câmara dos Deputados. Desta forma, estados como Acre e Alagoas possuíam uma vaga, enquanto São Paulo possuía onze.
Os estudantes escolhidos receberam uma preparação para a Jornada Parlamentar, com duração de aproximadamente seis semanas e realizada a distância, onde aprofundaram seus conhecimentos sobre o papel do Parlamento e dos partidos políticos para a democracia, além de conhecerem os procedimentos e a dinâmica do PJB.
A jornada parlamentar dos deputados jovens, que ocorria em Brasília, na Câmara dos Deputados, consistiu em atividades que se assemelham à realidade da criação de uma nova lei no Brasil. Os jovens selecionados deslocaram-se a Brasília para vivenciarem, pelo período de uma semana, o trabalho dos deputados federais, com todas as despesas custeadas pela Câmara dos Deputados. 
Assim, os estudantes selecionados formaram partidos políticos, tomaram posse como deputados jovens, elegeram a Mesa Diretora dos trabalhos do PJB, analisaram os projetos de lei selecionados e relataram, debateram e votaram todos os projetos em comissões e em plenário. Durante todo o período do evento, os deputados jovens foram auxiliados por uma equipe que conduziu as atividades legislativas da jornada parlamentar, composta por servidores e servidoras da Câmara dos Deputados especialistas em Processo Legislativo.

## Edição totalmente virtual em 2020
Em 2020, devido à pandemia de Covid-19, foi necessário adequar o programa para que ele ocorresse naquele ano. De modo totalmente virtual, os 78 estudantes selecionados para participarem da edição se reuniram no período compreendido entre o final de 2020 até meados de 2021. 
Sem restrições físicas, foi possível trazer novas ferramentas e dispositivos de participação popular. O destaque foi o PJB Participe - uma plataforma interativa que reuniu ferramentas legislativas que ampliaram a interação entre os participantes e permitiram a participação da sociedade no programa. Essa plataforma foi criada em semelhança àquela disponível aos deputados federais em rotina de trabalho remota, e possuiu cinco ferramentas principais.
Em “Jovens Deputados”, foi possível conhecer os estudantes selecionados através de uma breve apresentação com foto, informações pessoais e minibio de autoria própria. O Wikilegis aproximou ainda mais os jovens do processo de deliberação dos projetos de lei realizado pelos parlamentares. Essa ferramenta, que já era utilizada por deputados federais e consultores legislativos desde 2013, foi adaptada para que os deputados jovens participassem da jornada parlamentar. Com o intuito de incentivar a população a opinar nas redações dos projetos, os usuários podiam visualizar o texto das propostas legislativas, além de votar se a normativa era considerada favorável integralmente ou parcialmente.
Na seção “Propostas do PJB”, estavam disponíveis na íntegra as informações acerca dos projetos de lei apresentados pelos estudantes, bem como sua tramitação dentro da simulação. Além das transmissões ao vivo no YouTube da Câmara dos Deputados, os vídeos da posse dos deputados jovens, audiências públicas e reuniões de comissões foram armazenados em Audiências Interativas. Desta forma, o público pôde acompanhar atualizações das tramitações dos projetos e interagir por meio de comentários nos vídeos. Por último, o canal Expressão permitiu que usuários tivessem contato direto com os deputados jovens e também expressassem sua opinião sobre as atividades da simulação.
Além do PJB Participe, outro destaque foram as redes sociais do projeto, hoje apresentadas como Escola da Câmara. Numa parceria entre o Cefor e a então Secretaria de Participação, Interação e Mídias Digitais (SEMID), a edição de 2020 foi a que contou com a maior produção de conteúdo de todas, sendo as principais plataformas de veiculação o Instagram e o Facebook. Foram realizadas cerca de 30 transmissões ao vivo no Instagram do PJB, no período de maio de 2020 a abril de 2021. Houve lives com dicas para o processo seletivo, com a participação de analistas legislativos, servidores e estudantes de edições passadas, bate-papos e entrevistas com os participantes da edição para o acompanhamento das atividades desenvolvidas. Essas plataformas foram um importante espaço de participação que contribuíram para a integração do público e a socialização dos estudantes tendo em vista o caráter pandêmico de isolamento social.

## Projetos de Lei apadrinhados
| Projeto | Ano  |
| --- | ---- |
| Dispõe sobre a obrigatoriedade de exames oftalmológicos e auditivos nas escolas de ensino fundamental da rede pública. | 2004 |
| Dispõe sobre a criação das brigadas comunitárias de combate a incêndios florestais. | 2005 |
| Cria o Programa de incrementação da agricultura orgânica. | 2005 |
| Dispõe sobre a ampliação das campanhas sobre os Centros de Coleta de pilhas, baterias, material tóxico e dá outras providências | 2007 |
| Altera o "caput" do art. 4º da Lei nº 10.260, de 12 de julho de 2001, para inserir o auxílio-livros nos financiamentos pelo Fundo de Financiamento ao Estudante do Ensino Superior. | 2009 |
| Altera o art. 27 da Lei nº 9.394, de 20 de dezembro de 1996, para inserir, entre as diretrizes curriculares da educação básica, a promoção da cultura da paz. | 2009 |
| Dá nova redação ao inciso XVIII do art. 7º da Constituição Federal, para dispor sobre a licença-maternidade. - Estabelece que tanto a mãe biológica quanto a mãe adotiva de múltiplos tem o direito de ampliar em 30 (trinta) dias a licença maternidade para cada filho nascido vivo ou adotado além do primeiro.                                                   | 2015 |
| Dispõe sobre a aplicação mínima de recursos para a pesquisa e o desenvolvimento de diagnósticos, medicamentos e outros produtos para a saúde destinados ao tratamento de doenças raras, e destina parcela dos recursos recuperados em ações de ressarcimento ao erário da União às ações de atenção integral às pessoas com doenças raras no Sistema Único de Saúde. | 2015 |
| Altera a Lei nº 8.171, de 17 de janeiro de 1991, para conceder estímulos aos proprietários rurais que desenvolvam a agricultura orgânica e outras atividades de preservação ambiental. | 2015 |
| Acrescenta dispositivos à Lei nº 8.171, de 17 de janeiro de 1991, para conceder estímulos aos proprietários rurais que desenvolvam a agricultura orgânica e outras atividades de preservação ambiental. (Reapresentado) | 2015 |
| PL: Determina que todos equipamentos adquiridos, a partir da data de publicação desta lei, para realização de exames no Sistema Único de Saúde (SUS) devem possuir o processo de licitação finalizado em até 90 dias após a sua compra para futuros reparos e manutenções.                                                                                           | 2016 |
| Dispõe sobre a criação do Selo Escola Democrática, destinado a reconhecer e valorizar práticas de gestão democrática e participativa nas escolas brasileiras. | 2017 |
| Autoriza o Poder Executivo a instituir cursos de humanização no atendimento às gestantes. | 2017 |
| Insere referência ao Exame Nacional de Ensino Médio - ENEM no art. 11 da Lei nº 13.005, de 2014 (Lei do Plano Nacional de Educação) e dá outras providências. | 2017 |
| Dispõe sobre a utilização de plantas aromáticas reconhecidamente repelentes de insetos em estabelecimentos públicos de ensino, de saúde ou aqueles com atendimento ao público. | 2017 |
| Institui a realização, em caráter anual, da "Semana de Valorização de Mulheres que Fizeram História" no âmbito das escolas de educação básica do País. | 2017 |
| Sugere a avaliação das ações do Poder Público voltadas à iniciação científica e uma política de valorização para o setor e apoio ao educando do ensino médio para participação em eventos científicos. | 2017 |
| Concede benefícios tributários a empresas que contratem trabalhadoras que sejam mães de crianças de até 14 anos de idade. | 2018 |